# Beat Döbeli Honegger
Beat Döbeli Honegger (* 29. März 1970) ist ein Schweizer Informatik-Didaktiker.

## Beruflicher Werdegang
Nach Studium und Promotion an der ETH Zürich ist Beat Döbeli Honegger seit 2007 Professor für Medien- und Informatikdidaktik an der Pädagogischen Hochschule Schwyz in Goldau.
Er beschäftigt sich mit allen Aspekten des Leitmedienwechsels im Bildungsbereich, von Infrastrukturfragen über Mediendidaktik bis zur Fachdidaktik Informatik. Er ist in der Bildungspolitik und der Lehrplanarbeit tätig. Am schweizerischen Lehrplan 21 hat er in der Arbeitsgruppe zu Medien und Informatik mitgearbeitet. Döbeli Honegger führt als wissenschaftlicher Leiter seit 2009 Projekte mit persönlichen Digitalgeräten in der Primarschule an der Projektschule Goldau durch.
Wesentlich beteiligt war Döbeli Honegger an der Entwicklung des Dagstuhl-Dreiecks.

## Publikationen
Neben vielen weiteren Artikeln sind vor allem diese Werke zu nennen:
- Beat Döbeli Honegger: Konzepte und Wirkungszusammenhänge bei Beschaffung und Betrieb von Informatikmitteln an Schulen. 2005 (Dissertation, ETH Zürich, 2005).
- Michele Notari, Beat Döbeli Honegger (Hrsg.): Der Wiki-Weg des Lernens. Gestalten und Begleiten von Lernprozessen mit digitalen Kollaborationswerkzeugen. hep verlag, Bern 2013, ISBN 978-3-0355-0023-3.
- Beat Döbeli Honegger: Mehr als 0 und 1. Schule in einer digitalisierten Welt. hep verlag, Bern 2017, ISBN 978-3-0355-0200-8.